# Peter Broeker
Peter „Pete“ Broeker (* 15. Mai 1929 in Hamilton; † 4. November 1980 in Ottawa) war ein kanadischer Autorennfahrer.

## Karriere
Peter Broeker war selbst der nordamerikanischen Fachwelt so gut wie unbekannt, als er 1963 zum Großen Preis der USA erschien. In Watkins Glen versuchte sich Broeker mit einem Strebo 4-Ford für das Rennen zu qualifizieren. Das übergewichtige Fahrzeug hatte einen leistungsschwachen Vierzylindermotor und Broeker hatte im Training 15 Sekunden Rückstand auf die beste Zeit von Graham Hill im BRM P57. Im Rennen lag der Kanadier am Ende 22 Runden hinter dem Sieger Hill und wurde nicht gewertet.
1964 kam Broeker mit dem Strebo nach Europa und versuchte sich mit dem adaptierten Wagen bei Formel-2-Rennen. Aber sowohl Wagen als auch Fahrer waren nicht einmal ansatzweise konkurrenzfähig. Broeker startete immer vom letzten Startplatz und wurde in jedem Rennen, an dem er teilnahm, mehrmals überrundet. Beim Großen Preis von Berlin, auf der AVUS, wurde er zwar Zwölfter, aber wieder war der Rückstand auf den Sieger zu groß um gewertet zu werden.
Broeker fuhr seinen Strebo noch bis Ende der 1960er Jahre bei nationalen Rennen in Kanada und stieg dann auf einen Chevron um. Seinen einzigen erwähnten Sieg feierte er 1970 bei einem Rennen in Westwood. Broeker beendete seine Karriere Mitte der 1970er Jahre, nachdem er noch einige Saisonen in der Formel Atlantic aktiv war.

## Statistik

### Statistik in der Automobil-Weltmeisterschaft
Diese Statistik umfasst alle Teilnahmen des Fahrers an der Automobil-Weltmeisterschaft, die heutzutage als Formel-1-Weltmeisterschaft bezeichnet wird.

#### Gesamtübersicht
| Saison | Team                   | Chassis     | Motor       | Rennen | Siege | Zweiter | Dritter | Poles | schn. Rennrunden | Punkte | WM-Pos. |
| ------ | ---------------------- | ----------- | ----------- | ------ | ----- | ------- | ------- | ----- | ---------------- | ------ | ------- |
| 1963   | Canadian Stebro Racing | Stebro Mk 4 | Ford 1.5 L4 | 1      | −     | −       | −       | −     | −                | −      | −       |
| Gesamt | Gesamt                 | Gesamt      | Gesamt      | 1      | −     | −       | −       | −     | −                | −      |         |

#### Einzelergebnisse
| Saison | 1 | 2 | 3 | 4 | 5 | 6 | 7 | 8 | 9 | 10 |
| ------ | - | - | - | - | - | - | - | - | - | -- |
| 1963   |   |   |   |   |   |   |   |   |   |    |
|        |   |   |   |   |   |   | 7 |   |   |    |

| Legende  | Legende            | Legende                                                          |
| Farbe    | Abkürzung          | Bedeutung                                                        |
| -------- | ------------------ | ---------------------------------------------------------------- |
| Gold     | –                  | Sieg                                                             |
| Silber   | –                  | 2. Platz                                                         |
| Bronze   | –                  | 3. Platz                                                         |
| Grün     | –                  | Platzierung in den Punkten                                       |
| Blau     | –                  | Klassifiziert außerhalb der Punkteränge                          |
| Violett  | DNF                | Rennen nicht beendet (did not finish)                            |
| Violett  | NC                 | nicht klassifiziert (not classified)                             |
| Rot      | DNQ                | nicht qualifiziert (did not qualify)                             |
| Rot      | DNPQ               | in Vorqualifikation gescheitert (did not pre-qualify)            |
| Schwarz  | DSQ                | disqualifiziert (disqualified)                                   |
| Weiß     | DNS                | nicht am Start (did not start)                                   |
| Weiß     | WD                 | zurückgezogen (withdrawn)                                        |
| Hellblau | PO                 | nur am Training teilgenommen (practiced only)                    |
| Hellblau | TD                 | Freitags-Testfahrer (test driver)                                |
| ohne     | DNP                | nicht am Training teilgenommen (did not practice)                |
| ohne     | INJ                | verletzt oder krank (injured)                                    |
| ohne     | EX                 | ausgeschlossen (excluded)                                        |
| ohne     | DNA                | nicht erschienen (did not arrive)                                |
| ohne     | C                  | Rennen abgesagt (cancelled)                                      |
| ohne     | keine WM-Teilnahme |                                                                  |
| sonstige | P/fett             | Pole-Position                                                    |
| sonstige | 1/2/3/4/5/6/7/8    | Punktplatzierung im Sprint-/Qualifikationsrennen                 |
| sonstige | SR/kursiv          | Schnellste Rennrunde                                             |
| sonstige | *                  | nicht im Ziel, aufgrund der zurückgelegten Distanz aber gewertet |
| sonstige | ()                 | Streichresultate                                                 |
| sonstige | unterstrichen      | Führender in der Gesamtwertung                                   |